# Gran Premio Industria e Artigianato 2000
Il Gran Premio Industria e Artigianato 2000, trentaquattresima edizione della corsa e ventiquattresima con questa denominazione, si svolse il 29 aprile su un percorso di 200 km, con partenza e arrivo a Larciano. Fu vinto dall'italiano Danilo Di Luca della Cantina Tollo davanti ai suoi connazionali Sergio Barbero e Nicola Miceli.

## Ordine d'arrivo (Top 10)
| Pos. | Corridore            | Squadra                   | Tempo    |
| ---- | -------------------- | ------------------------- | -------- |
| 1    | Danilo Di Luca       | Cantina Tollo             | 4h58'00" |
| 2    | Sergio Barbero       | Lampre-Daikin             | s.t.     |
| 3    | Nicola Miceli        | Alessio                   | s.t.     |
| 4    | Serhij Hončar        | Liquigas-Pata             | s.t.     |
| 5    | Francesco Casagrande | Vini Caldirola-Sidermec   | s.t.     |
| 6    | Vladimir Duma        | Ceramica Panaria-Gaerne   | a 10"    |
| 7    | Roberto Sgambelluri  | Cantina Tollo             | s.t.     |
| 8    | Pietro Caucchioli    | Amica Chips-Tacconi Sport | s.t.     |
| 9    | Ruslan Ivanov        | Amica Chips-Tacconi Sport | s.t.     |
| 10   | Paolo Bettini        | Mapei-Quick Step          | s.t.     |